# Chahzāl
Chahzāl (persiska: Chazāl, Chehzāl, چزال, چهزال) är en ort i Iran.   Den ligger i provinsen Lorestan, i den västra delen av landet, 400 km sydväst om huvudstaden Teheran. Chahzāl ligger 1 383 meter över havet och antalet invånare är 230.
Terrängen runt Chahzāl är kuperad. Runt Chahzāl är det ganska tätbefolkat, med 72 invånare per kvadratkilometer. Närmaste större samhälle är Khorramābād, 15,3 km nordväst om Chahzāl. Omgivningarna runt Chahzāl är i huvudsak ett öppet busklandskap.